# Лю Цзяньлінь
Лю Цзяньлінь (26 липня 1996, Сичуань) — китайський стрілець, бронзовий призер Олімпійських ігор 2024 року.

## Виступи на Олімпіадах
| Олімпіада  | Дисципліна  | Місце |
| ---------- | ----------- | ----- |
| Париж 2024 | скит        | 17    |
| Париж 2024 | скит, мікст | 3     |